# ألفونسو غونزاليس
ألفونسو غونزاليس (بالإسبانية: Alfonso González Fernández)‏ (16 يوليو 1951 ألمرية إسبانيا - ) هو لاعب كرة قدم إسباني.